# NGC 6347
NGC 6347 је спирална галаксија у сазвежђу Херкул која се налази на NGC листи објеката дубоког неба.
Деклинација објекта је + 16° 39' 38" а ректасцензија 17h 19m 54,6s. Привидна величина (магнитуда) објекта NGC 6347 износи 13,7 а фотографска магнитуда 14,5. NGC 6347 је још познат и под ознакама IC 1253, UGC 10807, MCG 3-44-4, IRAS 17176+1642, CGCG 111-21, KARA 800, PGC 60086.